# 敖其尔阿拉木斯
罗桑丹巴日阿布杰（1756年—1821年）俗名敖其尔阿拉木斯，蒙古族，内蒙古科尔沁左翼中旗人，第一世达尔罕活佛。

## 生平
他是科尔沁左翼中旗卓哩克图亲王之子“阿巴嘎喇嘛”的呼毕勒罕，生于清朝乾隆二十一年（1756年）。7岁被迎至莫力庙坐床。21岁赴西藏色拉寺学经。经过10年学习，获得“拉然巴格西”学位。从六世班禅受格隆戒，九世达赖授予 “班第达”称号。学成后，回到本旗主持莫力庙的迁移重建事宜。从西藏回本旗时，路经北京，会见了二世章嘉并结为好友。他通过二世章嘉朝见了清朝乾隆帝，乾隆帝赐封其为“额尔德尼斯琴堪布呼图克图”，并准其重建莫力庙，而且由清朝朝廷拨款。
他回到本旗之后，随即在达尔罕亲王以及科尔沁十旗王公的支持下，主持重建莫力庙。经过20多年，建成了五座大殿、四个扎仓、四座佛堂。他仿照拉萨色拉寺的规定，制定了莫力庙的管理制度，包括法会、戒律、扎仓等制度。他还为莫力庙募集了许多牲畜、土地、牧场、阿勒巴图，积聚了许多金银财宝。
道光元年（1821年）圆寂，享年65岁。